# Haruka Ueda
Haruka Ueda (em japonês:  上田 春佳 Ueda Haruka; Tóquio, 27 de abril de 1988) é uma nadadora japonesa que conquistou uma medalha de bronze nos Jogos Olímpicos de Londres de 2012 na prova do revezamento 4x100 metros medley.